# فشلاق أغداش حاجي سارم (قشلاق الشرقي)
فشلاق أغداش حاجي سارم (بالإنجليزية: Feshlaq Aghdash Hajji Saram)‏ هي قرية تقع في إيران في أردبيل. يقدر عدد سكانها بـ 51 نسمة .